# Fabián O’Neill
Fabián Alberto O’Neill Domínguez (* 14. Oktober 1973 in Paso de los Toros; † 25. Dezember 2022 in Montevideo) war ein uruguayischer Fußballspieler, der Mitglied der uruguayischen Fußballnationalmannschaft war.

## Karriere

### Im Verein
Fabián O’Neill, dessen Nachname auf irische Auswanderer zurückgeht, begann seine Profikarriere bei seinem Heimatverein Nacional Montevideo, wo er die Zeit von 1992 bis 1995 verbrachte und mit seinem Team, das 1992 Uruguayischer Meister wurde, in der höchsten Liga spielte. In diesen drei Jahren absolvierte er 63 Spiele und erzielte fünfzehn Tore. Im Jahr 1995 wechselte er zum italienischen Klub Cagliari Calcio. Er stieg mit seinem Verein 1997 in die Serie B ab, stieg jedoch ein Jahr später wieder auf. Nachdem Cagliari im Jahr 2000 wieder abgestiegen war, wechselte er zum Topklub der Serie A Juventus Turin. Nach nur 14 Spielen, einigten sich die Vereine Juventus Turin und AC Perugia im Januar 2002 zu einem Tausch. O’Neill ging zum AC Perugia, dafür kam Davide Baiocco zu Juve. Doch am Ende der Saison kehrte er wieder zu Cagliari Calcio in die Serie B, wo er jedoch kein einziges Spiel mehr bestritt. Im Jahr 2003 wollte er seine Karriere bei seinem alten Verein Nacional Montevideo ausklingen lassen und absolvierte noch fünf Spiele. Danach beendete er seine Karriere als Profifußballer, er spielte und trainierte lediglich bei einigen Amateurvereinen in Uruguay.

### In der Nationalmannschaft
O’Neill nahm mit der Junioren-Auswahl Uruguays an der Junioren-Fußballweltmeisterschaft 1993 in Australien teil und erreichte mit der Mannschaft das Viertelfinale. Er bestritt zudem insgesamt 19 A-Länderspiele, in denen er zwei Tore schoss. Sein erstes Länderspiel absolvierte er am 16. Juni 1993 in der Gruppenphase bei der Copa América gegen die USA, das man mit 1:0 gewinnen konnte. Sein letztes Länderspiel bestritt er am 16. Mai 2002 gegen China in Shenyang. Er gehörte zum uruguayischen Aufgebot der WM 2002, kam jedoch zu keinem Einsatz.

### Tod
Er starb im Dezember 2022 an Leberversagen, nachdem er sich bereits wegen Blutungen der Leber in Behandlung befunden hatte.

## Erfolge
- Uruguayischer Meister: 1992